# حديقة الماء والنار
حديقة الماء والنار (بالفارسية: آب وآتش) هي واحدة من أكثر الحدائق الإيرانية شهرةً وتميزاً في طهران والتي تقع بالقرب من الغابات الموجودة على تلال عباس آباد، حيث انها تجذب الملايين من الزوار بحثاً عن الترفيه والإثارة. وتُعتبَر هذه الحديقة ذات مساحة واسعة اذ تبلغ مساحتها 24 ألف متر مربع. ومما يميز هذه الحديقة هو احتوائها على مبنى سينما فريد من نوعهِ وهو ذو شكل مقبب بيضاوي مصمم لعرض الأفلام المتعلقة بالكواكب والنجوم والمجرات هدفه التعرف على العلوم الفضائية. كما وترتبط حديقة الماء والنار في الغرب بحديقة طالقاني في الشرق عن طريق جسر الطبيعة الذي بناه الإيرانيون بهندسة مميزة وسط الحديقة يُعتبَر من أهم الجسور في منطقة الشرق الاوسط، حيث تم بناءه على اسس وقواعد محافظة للبيئة، وضد الزلازل، بمساحة تقدر بـ7000 متر مربع، وارتفاع 40 متراً، ومكون من ثلاث طبقات

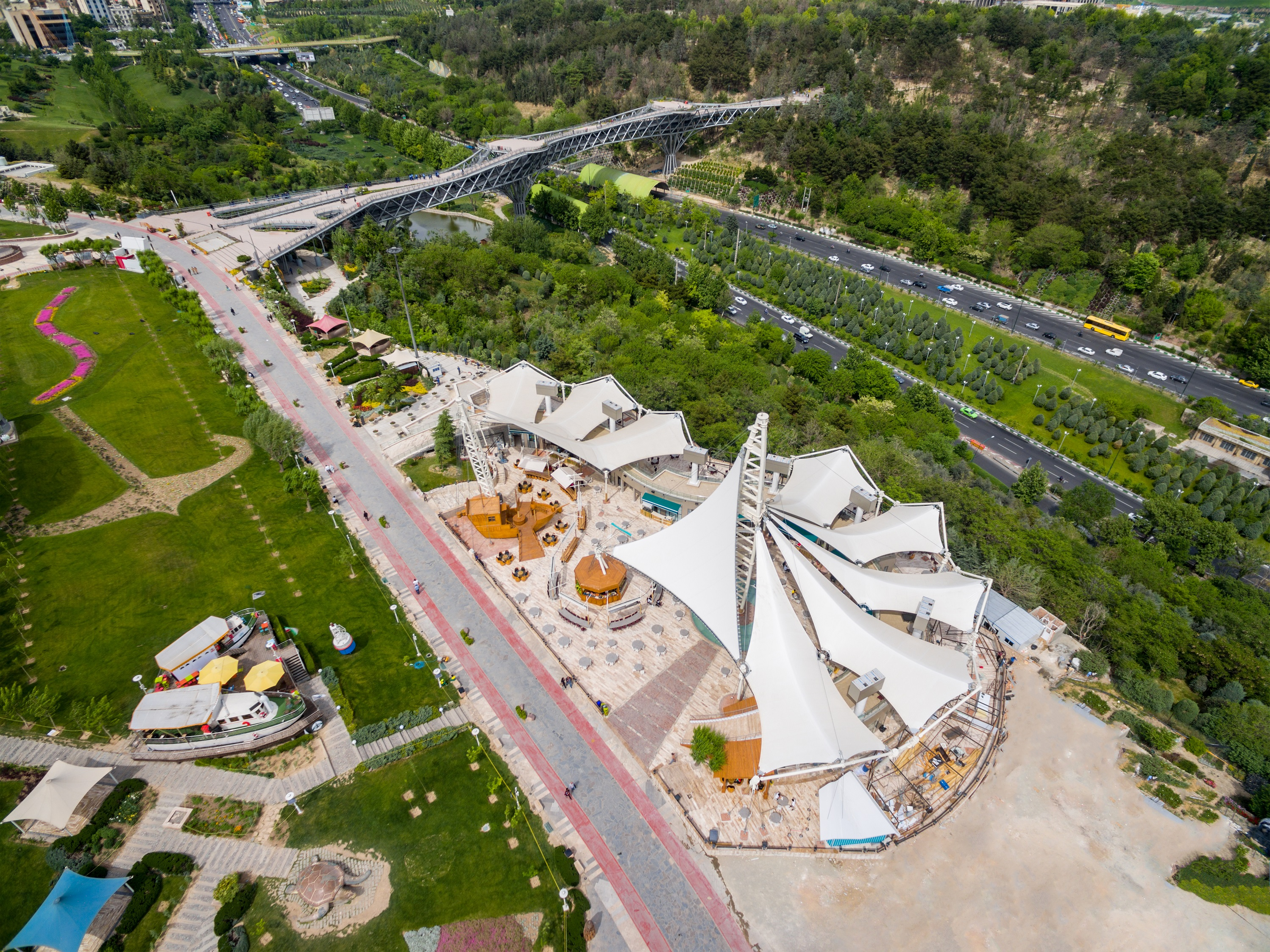
منظر عام لحديقة الماء والنار، وتظهر المطاعم البحرية في الحديقة

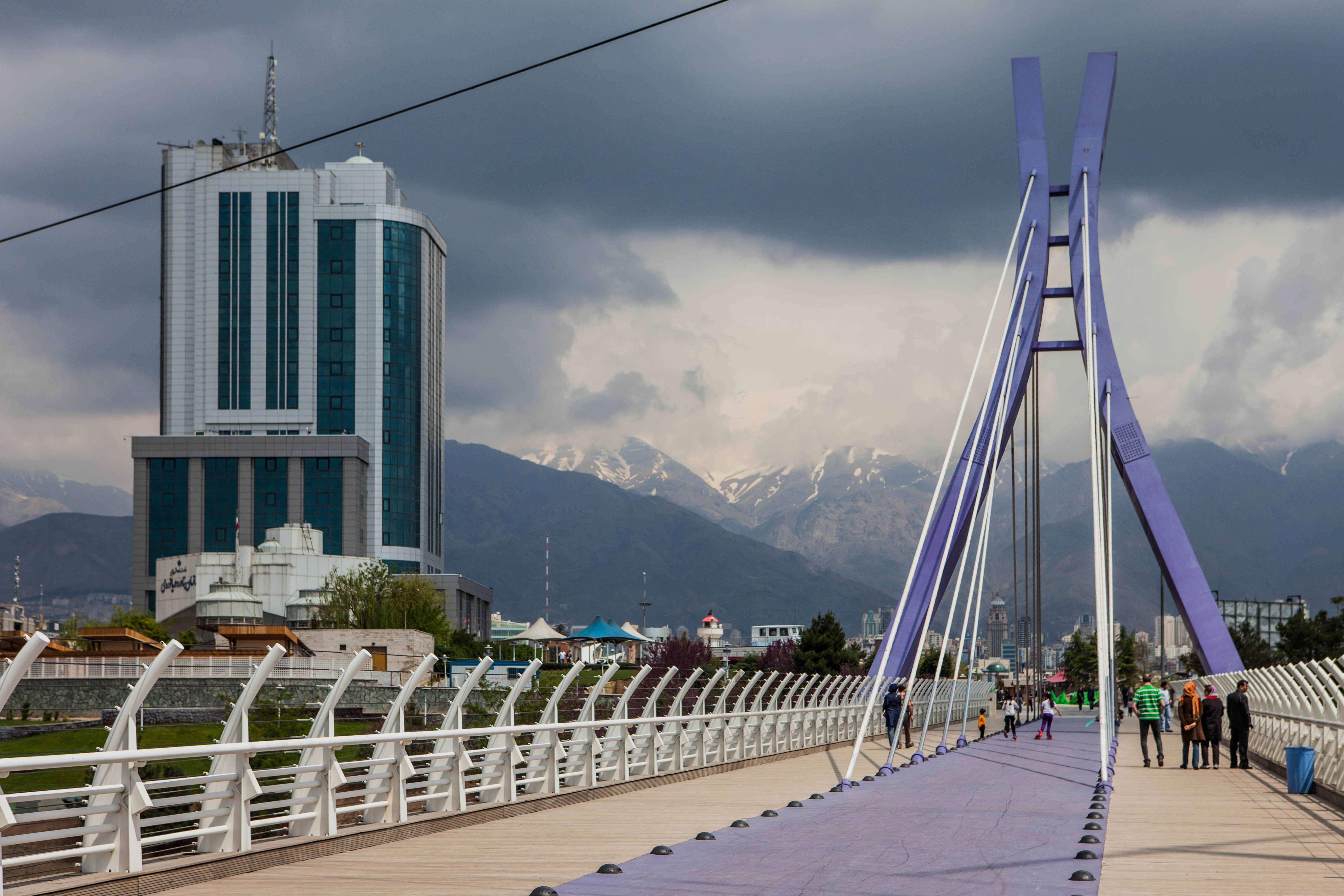
جسر ابريشام الذي يربط حديقة الماء والنار بحديقة النوروز

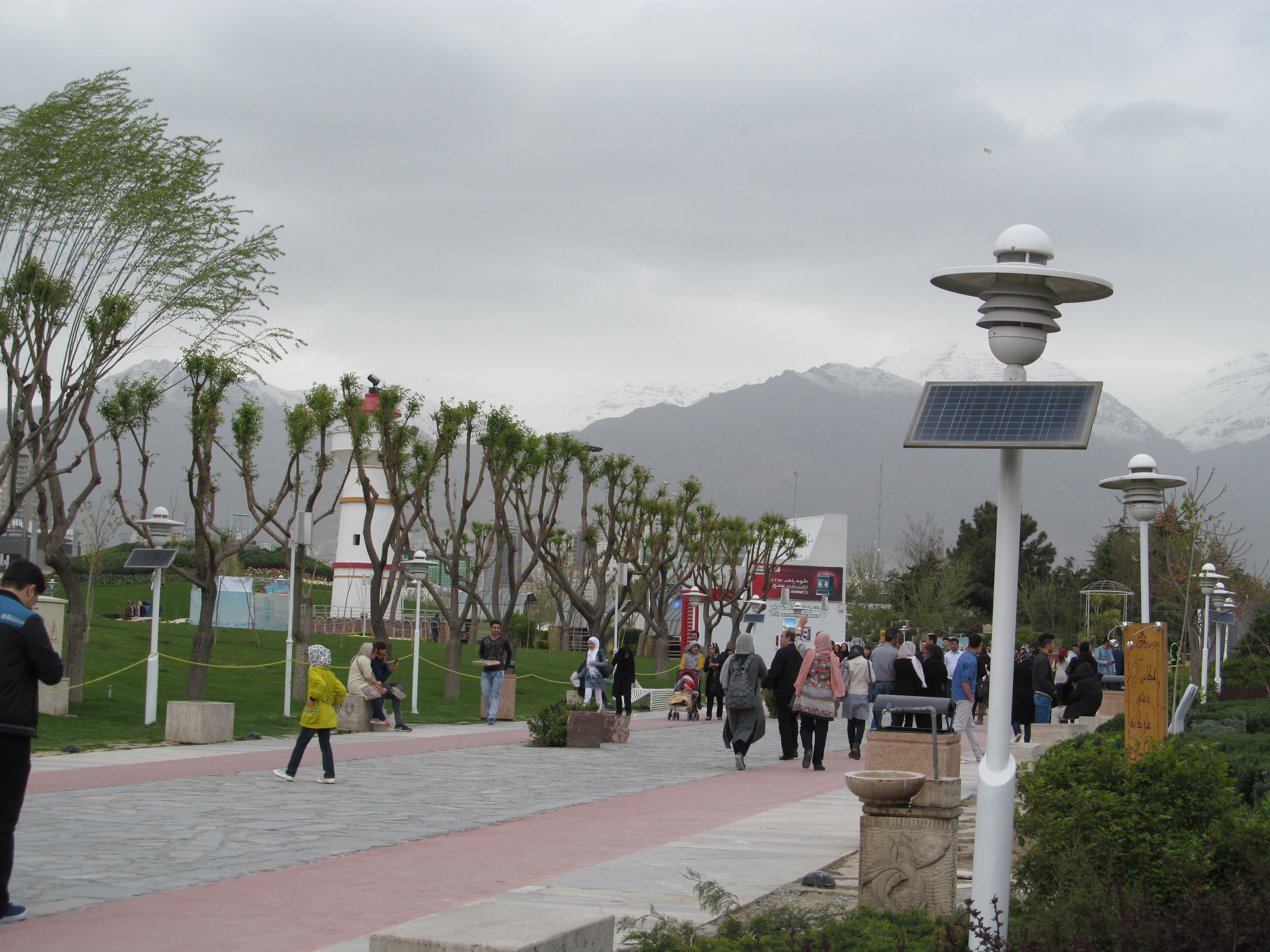
الزوار الإيرانيين لحديقة الماء والنار خلال العام الإيراني الجديد

## التسمية
الماء والنار، من بين عناصر الطبيعة في الفكر الكلاسيكي، وهي بارزة في هذه الحديقة. الاسم البديل هو حديقة النبي إبراهيم أو إبراهام، ووفقاً للكتب الإلهية، فقد ألقي في النار بأمر من النمرود ولكن تحولت النيران إلى حديقة بأمر من الله.

## التصميم
اقتبس المهندسون تصميمها من قصة النبي إبراهيم (ع) وواقعة رميه بالنار، وقول الله تعالى «يَا نَارُ كُونِي بَرْدًا وَسَلَامًا عَلَىٰ إِبْرَاهِيمَ».
سوّر المهندسون الحديقة بمجسمات صورية حديدية محفورة تجسد قصة النبي إبراهيم (ع) من بدايتها حتى نهايتها، وبلغ طول السور 20 متراً وارتفاعه 3 امتار تقريباً، بالإضافة إلى منارات بارتفاع 12 متراً تنبعث منها ألسنة اللهب بين الفينةِ والاخرى.

## امكانات الحديقة
الحديقة مزودة بإمكانيات وتجهيزات مثل:
▪ منطقة للألعاب المائية والتي تُعَد الفقرة الترفيهية الأصلية في حديقة الماء والنار من خلال حفر موجودة على سطح الأرض تخرج منها نوافير مائية.
▪ برج النار ونوافير الماء، جسر الحرير، عش الحمام، سباق العربات، المنارة البحرية، العرازيل، والبيئة الخضراء، التي تجعل هذه الحديقة متميزة عن باقي حدائق طهران.
 ▪جهاز القيادة الذاتية أو الدراجة الواقفة وهي لعبة عجيبة على الرغم من الحركة على العجلتين في محور واحد فإنها تتميز بتوازن مدهش ومن خلال هذه الوسيلة الكهربائية يمكن التنزه حول الحديقة وفي زواياها.
▪ ركوب العربات في المسير من حديقة الماء والنار إلى حديقة بنادر.
▪ مدرج ومظلة باستعمال القماش المشمع بطول 700 متر. يستخدم الراوي لوحات لربط قصة النبي إبراهيم عليه السلام بالمنصة.
▪ المنارة البحرية والتي يمكن الصعود إلى أعلاها ومشاهدة المناظر الساحرة.
▪ تعليم لعبة الهبوط على الحبل ووركوب الخيل وتعليم الفروسية.
▪ السينما سباعية الأبعاد.
▪ مطعم الهواء الطلق في السفينة.
كل ذلك قد جعل حديقة الماء والنار أحد أهم معالم الجذب السياحي في طهران.

## معرض الصور

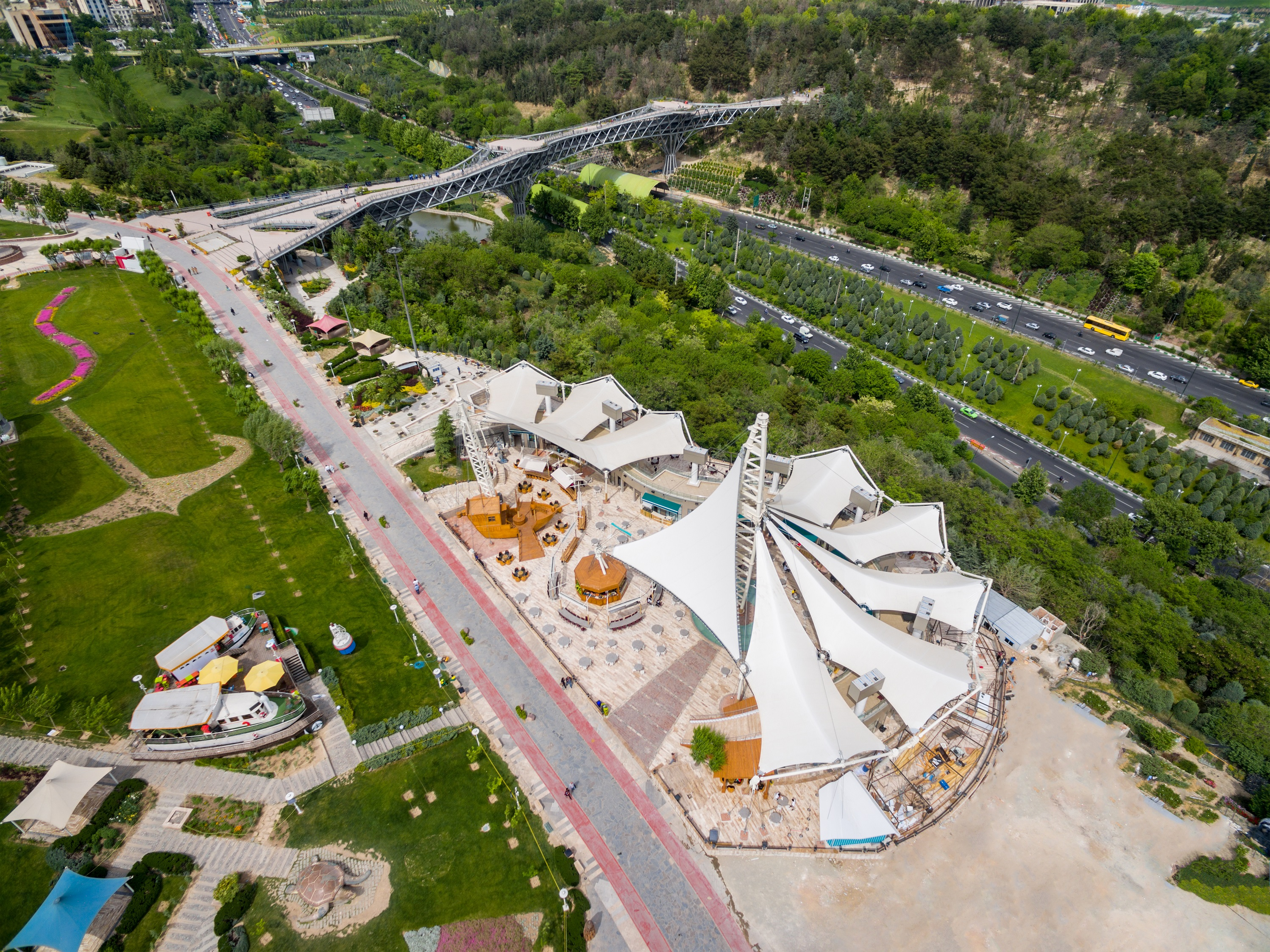
منظر عام لحديقة الماء والنار، وتظهر المطاعم البحرية في الحديقة

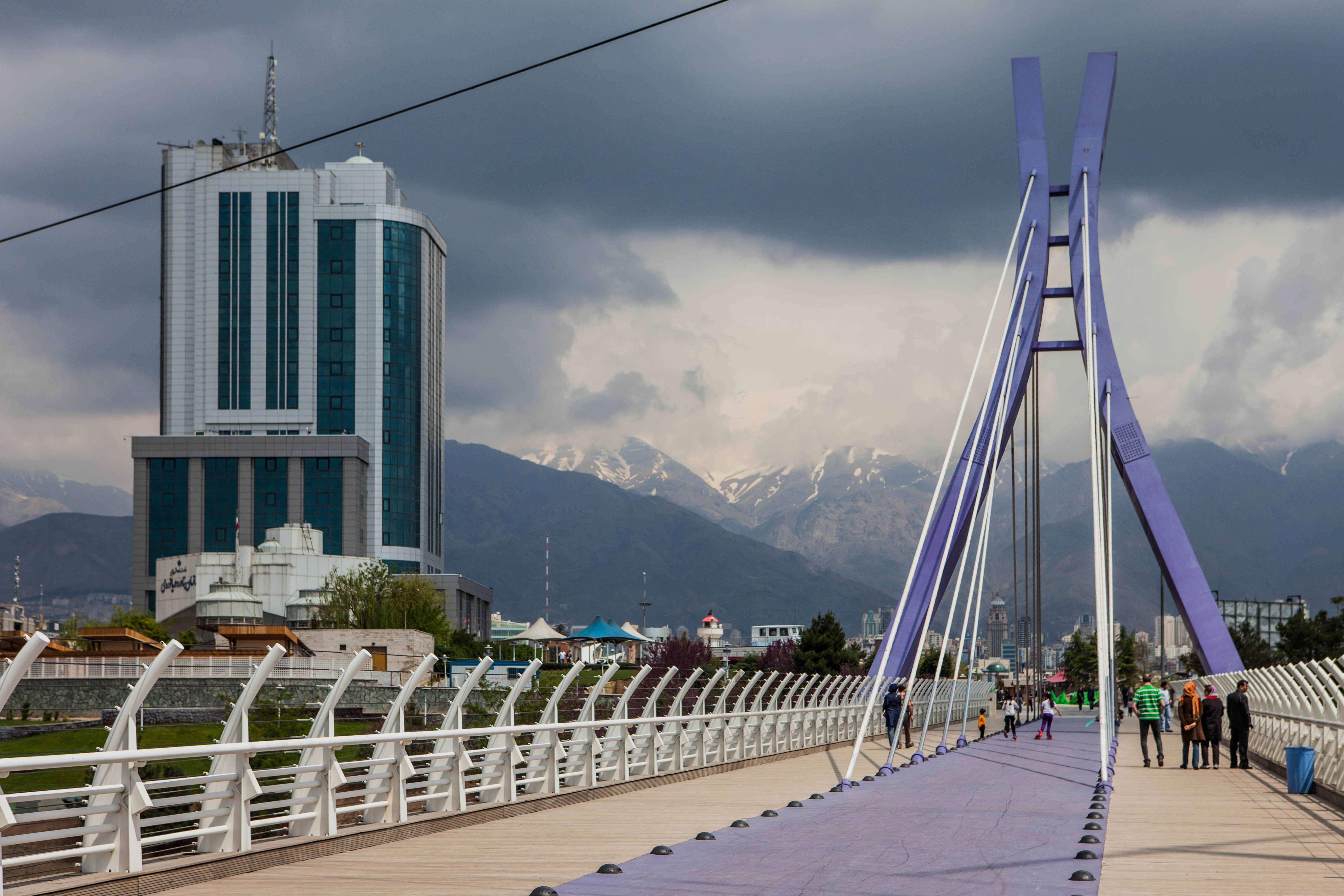
جسر ابريشام الذي يربط حديقة الماء والنار بحديقة النوروز

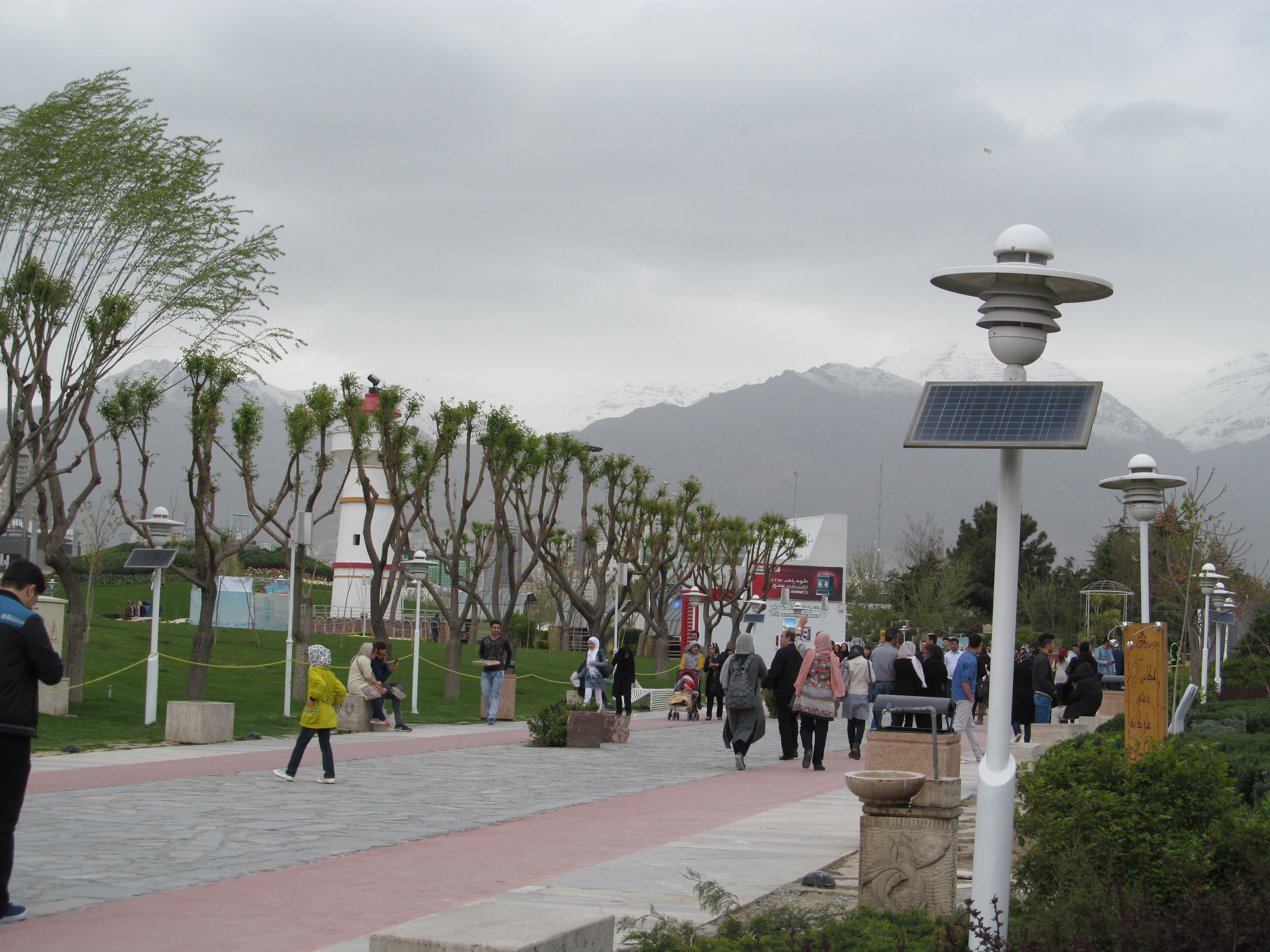
الزوار الإيرانيين لحديقة الماء والنار خلال العام الإيراني الجديد

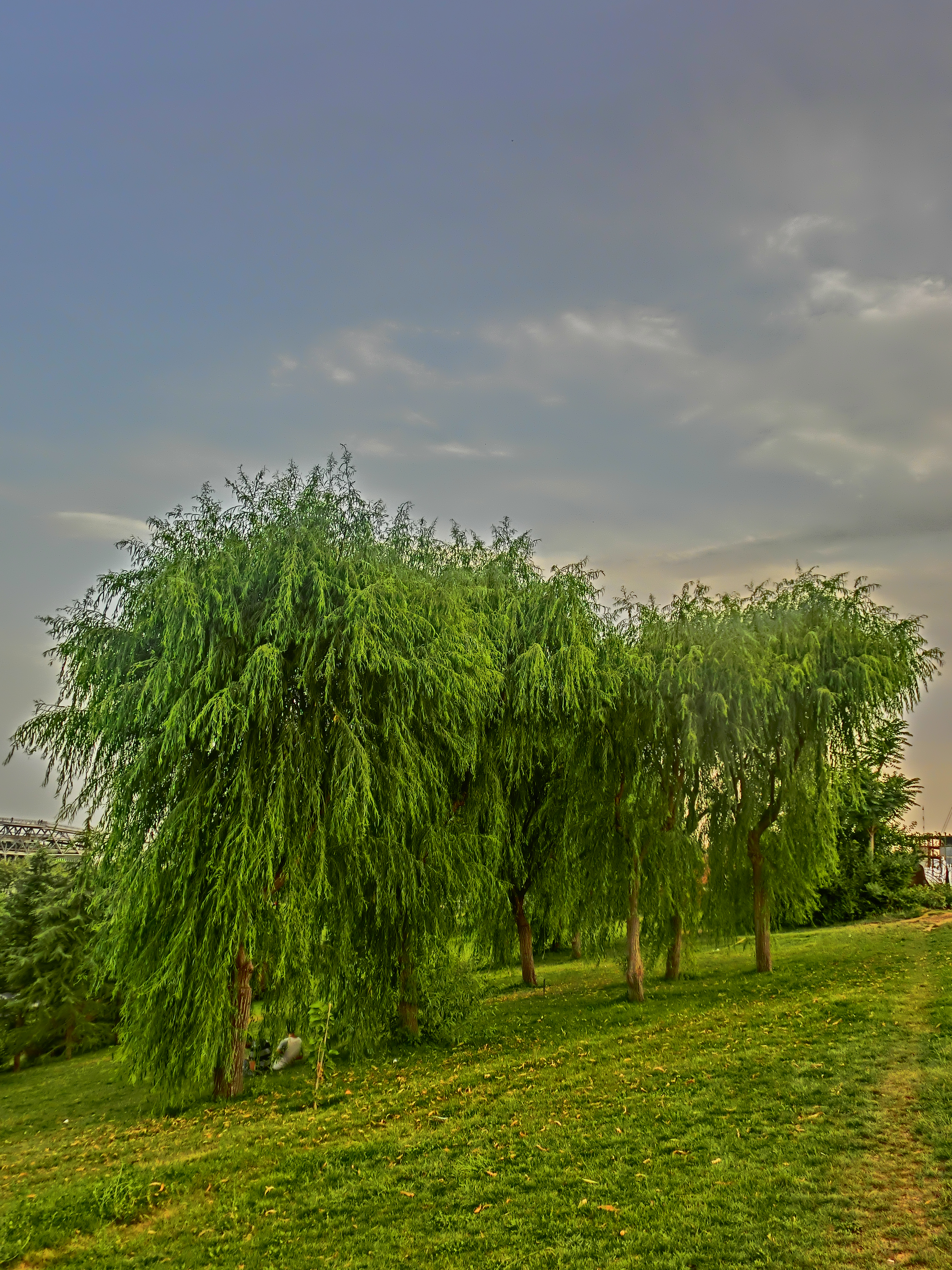
الأشجار داخل حديقة الماء والنار